# 藤沢駅

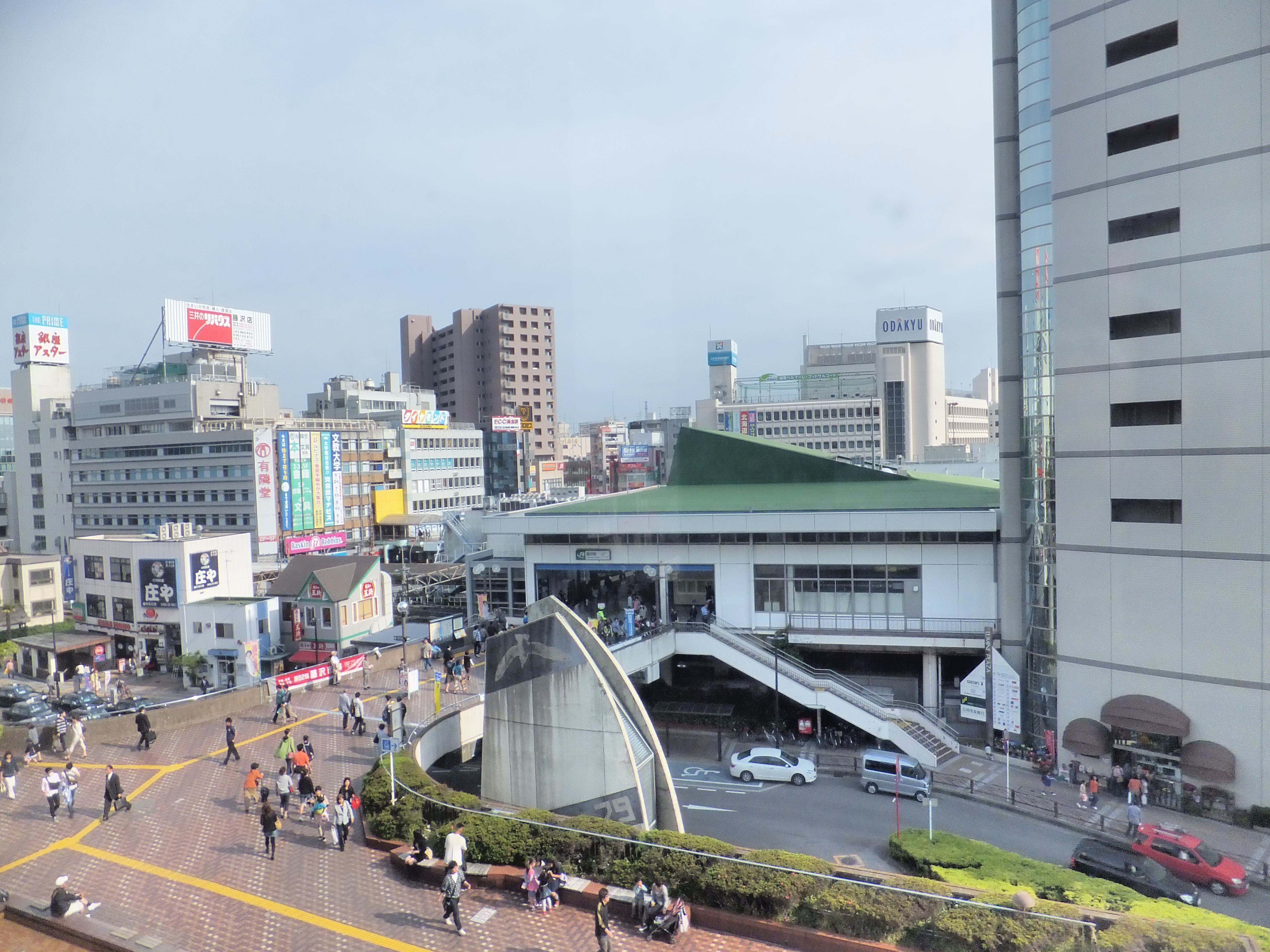
北口（2012年5月）

藤沢駅（ふじさわえき）は、神奈川県藤沢市藤沢および南藤沢にある、東日本旅客鉄道（JR東日本）・小田急電鉄・江ノ島電鉄（江ノ電）の駅である。

## 概要
1887年（明治20年）7月11日に官営鉄道の旧・横浜駅 - 国府津駅間 開通と同時に東海道の藤沢宿の玄関口として開業した。しかし、線形の問題で駅が当時の藤沢宿の中心街（東海道沿い）から1kmほど南に設置されたため、開業時の駅周辺は閑散としていたという。
その後、藤沢市役所をはじめとする多くの公共施設が駅周辺に移転し、藤沢駅前に多くの百貨店などの大型店が出店したこともあって、駅周辺は湘南地域でも有数の繁華街に成長した。しかし、1990年代後半よりこれら大型店の撤退が相次ぎ、やや空洞化も見られていた。
近年では2012年3月に策定された「藤沢駅周辺地区再整備構想・基本計画」により北口、南口のデッキ等の再整備が大規模に行われており、周辺地域への利便性が向上しつつあり、さらに「南北自由通路拡幅整備事業及び藤沢駅改良」により、南北自由通路の拡幅とともに小田急江ノ島線とJRの乗り換えが同階で可能とする改良がおこなわれる。また、2017年12月藤沢市役所新庁舎が完成で駅周辺で新たな変化もみられる。
藤沢駅前には多くのバス路線が乗り入れ、バスと鉄道を乗り換える客の利用も多く、市内の公共交通の結節点にもなっている。
名実共に藤沢市の玄関口となる駅である。

### 乗り入れ路線
以下の3社3路線が乗り入れ、相互間の接続駅となっている。
- JR東日本： 東海道本線 - 東京駅発着系統と、新宿駅経由で大宮駅から高崎線に直通する湘南新宿ライン、東京駅経由で上野駅から宇都宮線・高崎線に直通する上野東京ラインが停車する。なお、運行形態の詳細については「東海道線 (JR東日本)」を参照。普通、快速、特別快速といった特急券不要の全列車が停車するほか、平日の通勤時間帯に運転される特急「湘南」も停車する。なお、夏期には、臨時で修学旅行列車が入線する場合もある。後述するように、神奈川県内では比較的乗車人員が多い。駅番号は「JT 08」。
- 小田急電鉄： 江ノ島線 - スイッチバックのため、構造上、当駅を通るすべての列車が停車し、ほとんどの列車が当駅を始発終着としている。2022年以降、特急ロマンスカー以外の種別は一部を除いて当駅を境に運行系統が分離されている。駅番号は「OE 13」
- 江ノ島電鉄： 江ノ島電鉄線 - 当駅が起点。従って当駅発のすべての列車は「下り列車」となる。駅番号は「EN01」

## 歴史

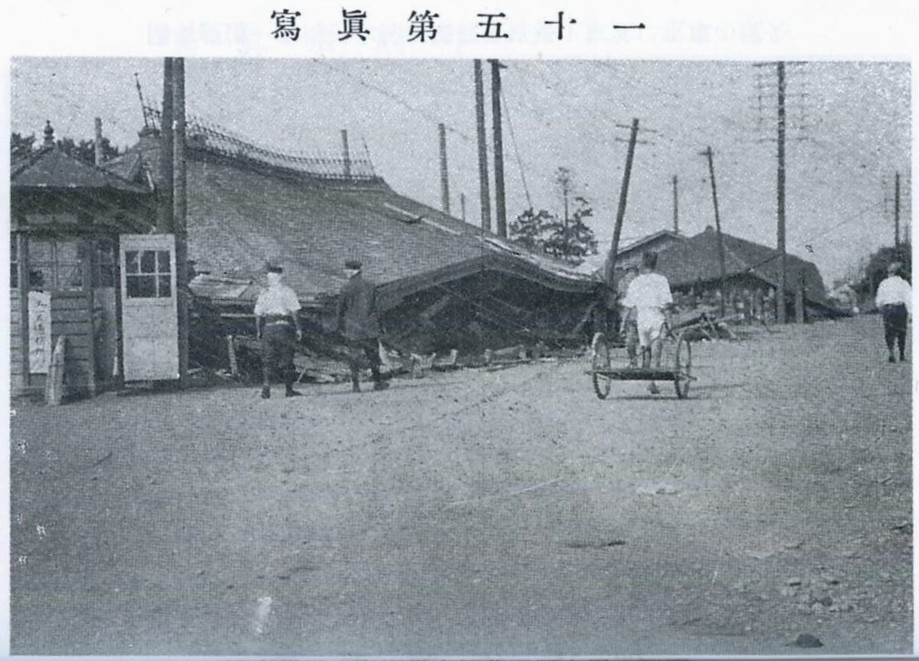
1923年の関東大震災で倒壊した藤沢駅

- 1887年（明治20年）7月11日：国鉄（後の東海道本線）旧・横浜駅 - 国府津駅間開通と同時に開業し、旅客・貨物の取り扱いを開始[3]。
- 1902年（明治35年）9月1日：江之島電氣鐵道線（現・江ノ島電鉄線、以降江ノ電と略す）の駅が開業[注釈 2]。
- 1923年（大正12年）9月1日：関東大震災により駅舎が倒壊する。
- 1924年（大正13年）9月：新駅舎完成[7]。
- 1929年（昭和4年）4月1日：小田急江ノ島線の駅が藤沢町東横須賀464番地に開業。[8]
- 1965年（昭和40年）9月1日：地下通路供用開始。国鉄駅東側に存在した踏切を閉鎖後、旅客ホーム延長[9]。
- 1969年（昭和44年）10月1日：新設の湘南貨物駅に貨物取扱業務を移管[3]。
- 1972年（昭和47年）4月：江ノ電、仮駅（現・OPA附近）に移る。
- 1973年（昭和48年）4月：江ノ電、高架化工事着工。翌5月、仮線路使用開始。
- 1974年（昭和49年）6月7日：江ノ電の現駅舎ビルが供用開始。
- 1977年（昭和52年）
  - 10月15日：北口地下道が開通。
  - 12月1日：小田急藤沢駅新駅舎が完成[8]。
- 1979年（昭和54年）6月6日：江ノ電、藤沢駅着電車のブレーキが利かず冒進。車止めを乗り越え24人が負傷[10]。
- 1980年（昭和55年）6月1日：国鉄駅の駅舎を橋上駅舎化[11]。南北自由通路が完成し、使用を開始[11]。
- 1985年（昭和60年）3月14日：国鉄駅での荷物の取り扱いを廃止[3]。
- 1987年（昭和62年）
  - 2月1日：ルミネ藤沢店開業[注釈 3]。
  - 4月1日：国鉄分割民営化により、国鉄の駅はJR東日本の駅となる[3]。
- 1989年（平成元年）4月1日：びゅうプラザ開業。
- 1993年（平成5年） 12月1日：JR東日本の1・2番線ホーム（ライナー用ホーム）を新設[12]。従来からのホームは3・4番線となる。
- 2001年（平成13年）11月18日：JR東日本でICカード「Suica」の利用が可能となる。
- 2006年（平成18年）3月10日：JR東日本の3・4番線ホーム辻堂寄りのKIOSKが「湘南電車キオスク」としてリニューアル。
- 2007年（平成19年）
  - 3月3日：JR東日本と小田急の間の跨線橋と連絡改札口を拡幅。同時にすべての通路に自動改札機を設置した。
  - 3月18日：小田急電鉄と江ノ島電鉄でICカード「PASMO」の利用が可能となる。
- 2009年（平成21年）3月：小田急の発車標がフルカラーLED式に更新された。それ以前は3色LED色式、更にそれ以前は反転フラップ式案内表示機だった。
- 2017年（平成29年）4月28日：びゅうプラザの営業を終了。
- 2021年（令和3年）7月15日：駅ビル「リエール藤沢」がリニューアルオープン[13]。
- 2024年（令和6年）10月1日：JR東日本3・4番線ホームの発車メロディを「藤沢市歌」に変更[14]。

## 駅構造

### JR東日本

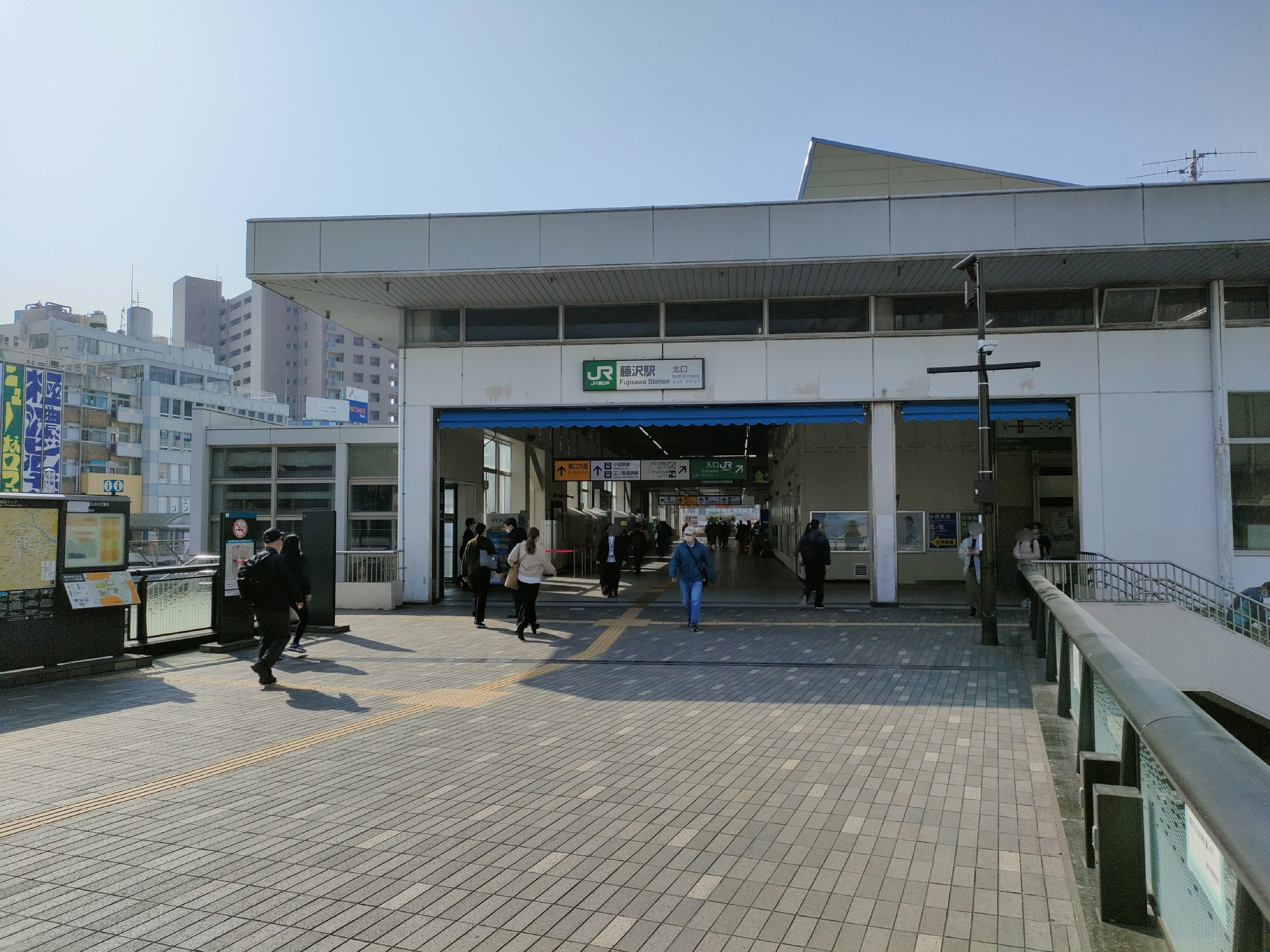
北口（2023年）

東海道本線旅客線上と貨物線上にそれぞれ1面2線、合計2面4線の島式ホームが設置されており、その上に橋上駅舎を持つ地上駅となっている。駅構内にはみどりの窓口が営業している。
湘南・相模統括センター管内の直営駅であり、管理駅として辻堂駅を管理している。
旅客線ホームに当たる3・4番線ホームの辻堂寄りには上下線間に引上線があり、当駅から東京方面への折り返しが可能である。しかしこの引上線は途中に一本松踏切があり、使用している間は踏切が閉じたままとなってしまうことから、下記のとおり2022年3月のダイヤ改正以降、緊急時や工事等による計画的な区間運休を行う以外は使用されていない。なお、気象庁による東海地震警戒宣言や大津波警報などが出された場合、藤沢駅が東海道本線の運転西限となるため、撤去の予定はない。
3・4番線ホームの辻堂寄りには、「湘南電車キオスク」と呼ばれる国鉄80系電車をあしらった形の売店が設置されている。これは、同じ塗装で親しまれた113系電車がJR東日本の東海道本線から2006年3月17日に撤退したことを記念して設置されたものである。2016年にリニューアルが行われ、運行番号の表示がそれまでの『KIOSK』から『NewDays』に変更された。
NewDaysは駅コンコースの改札外にも設置されている。

#### のりば
| 番線 | 路線                       | 方向 | 行先                                   | 備考                                |
| ---- | -------------------------- | ---- | -------------------------------------- | ----------------------------------- |
| 1    | 東海道線 （□特急「湘南」） | 上り | 品川・東京・新宿方面                   | 東海道貨物線上のホーム 平日のみ使用 |
| 2    | 東海道線 （□特急「湘南」） | 下り | 茅ケ崎・平塚・小田原方面               | 東海道貨物線上のホーム 平日のみ使用 |
| 3    | 東海道線                   | 上り | 横浜・品川・東京・上野・渋谷・新宿方面 | 一部の特急「湘南」も使用            |
| 3    | 上野東京ライン             | 上り | 横浜・品川・東京・上野・渋谷・新宿方面 | 一部の特急「湘南」も使用            |
| 3    | 湘南新宿ライン             | 上り | 横浜・品川・東京・上野・渋谷・新宿方面 | 一部の特急「湘南」も使用            |
| 4    | 東海道線                   | 下り | 平塚・小田原・熱海方面                 | 一部の特急「湘南」も使用            |

（出典：JR東日本:駅構内図）
特記事項
- 2022年3月ダイヤ改正前までは、平日朝ラッシュ時に当駅始発の上り列車が1本（2021年3月ダイヤ改正前までは2本、改正後1本は辻堂駅始発に変更）設定されていたが廃止された。この列車は下り線の回送として当駅まで送り込まれ、先述の引上線を利用して当駅始発としていた。また、先述の通り引上線を使用する事によって一本松踏切が閉じたままとなってしまうため、当該踏切には朝ラッシュ時間帯は踏切が開かない旨の注意書きがなされていた。
- 1・2番線ホームは東海道貨物線上にある。貨物線を経由する旅客列車は特急「湘南」（2021年3月12日まではライナー）のみのため、旅客案内上では特急専用ホームとされ、特急「湘南」運行時間帯外は閉鎖される。同ホームの駅名標における隣駅表記は特急「湘南」停車駅に合わせ、上り方は「品川」[注釈 5]および「大崎」、下り方は「茅ケ崎」となっている。有効長は10両分であるため、2008年3月14日までE351系12両編成を使用していた「おはようライナー新宿」「ホームライナー小田原」合計1往復では1 - 3号車のドアを締め切り扱い（ドアカット）していた。なお、大船駅に停車する特急「湘南」は旅客線を経由するため、3・4番線に停車する。
- 2012年3月頃にATOSのプログラム更新が実施され、埼京線などで導入している内容に変更、2014年12月には再度プログラム更新が行われ、男声の変更（1・3番線）、駅名連呼の言い回し変更など変化が見られた。
- 3・4番線ホームは大船寄りでカーブに差し掛かっており、見通しが悪い。そのため、このホームを発着・通過する列車に対しては駅員による列車監視が行われ、発車メロディ・乗降終了合図の取り扱いも駅員が行っていたが、2023年に車掌扱いとなった。

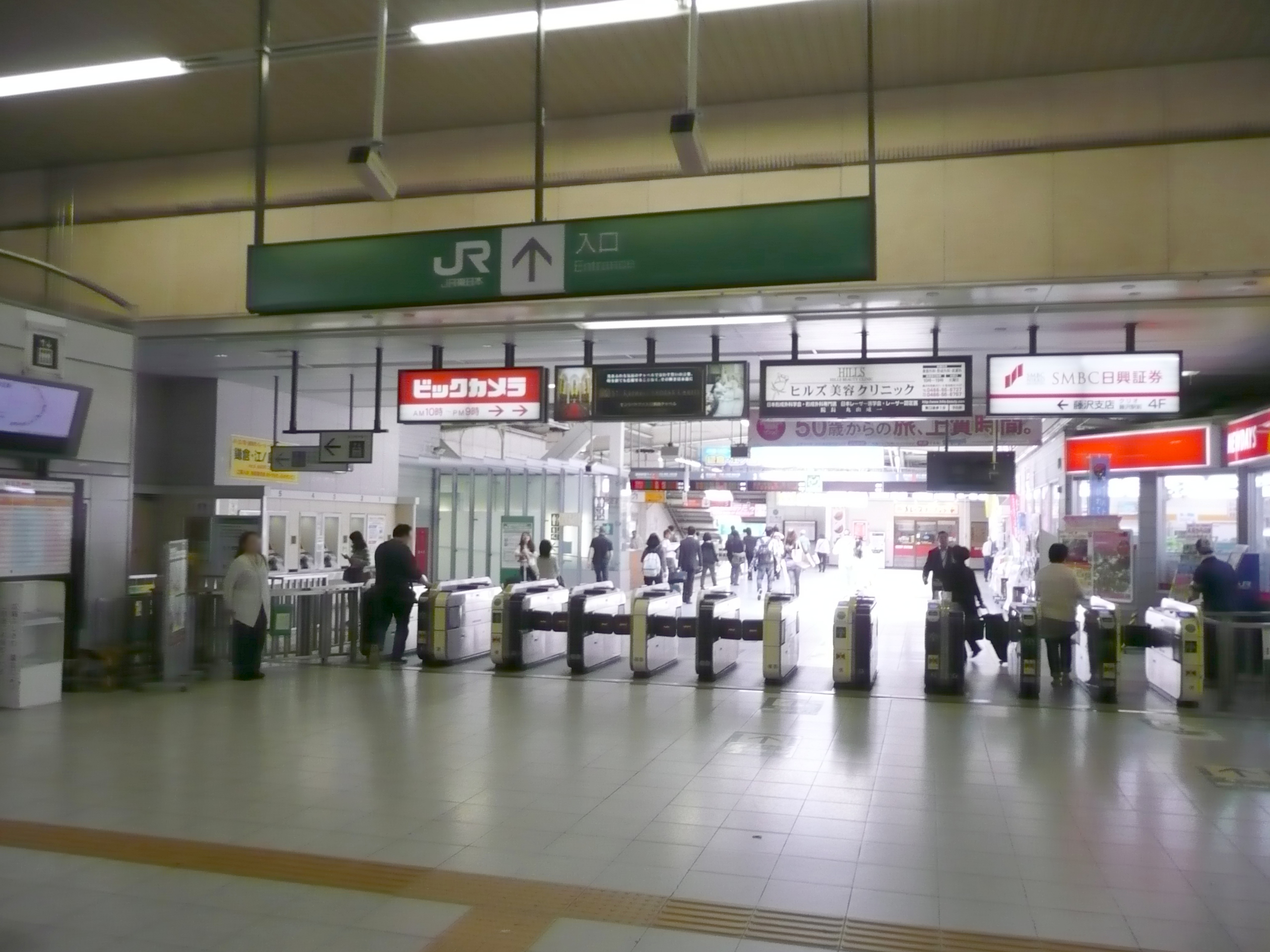
JR改札口（2012年5月）
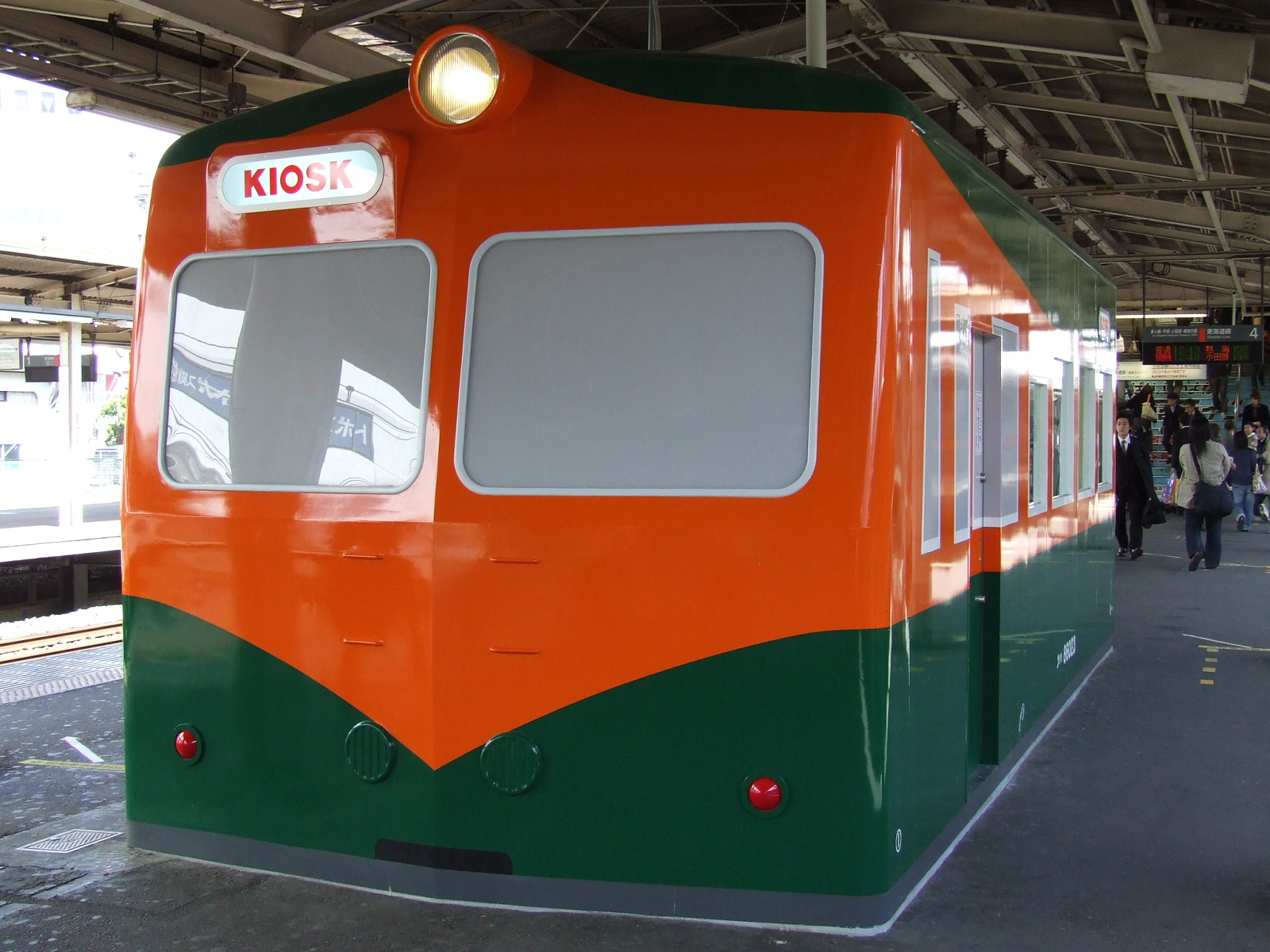
湘南電車キオスク（2006年3月）

#### 発車メロディ
かつては全番線で東洋メディアリンクス制作の発車メロディを使用していたが、2024年10月1日に3・4番線のメロディを「藤沢市歌」（米山正夫作曲）に変更している。これはシティプロモーションの一環として藤沢市が企画したもので、市歌の認知度向上、および郷土愛の醸成を狙いとしている。メロディは番線ごとに異なる部分のアレンジを使用している。音源はスイッチの制作で、編曲は塩塚博が手掛けた。
その後、2025年6月に1番線のメロディを『JRE-IKST-021-10』に、2番線のメロディを『JRE-IKST-021-08』にそれぞれ変更している。
| 1 | JT | JRE-IKST-021-10 |
| 2 | JT | JRE-IKST-021-08 |
| 3 | JT | 藤沢市歌        |
| 4 | JT | 藤沢市歌        |

### 小田急電鉄

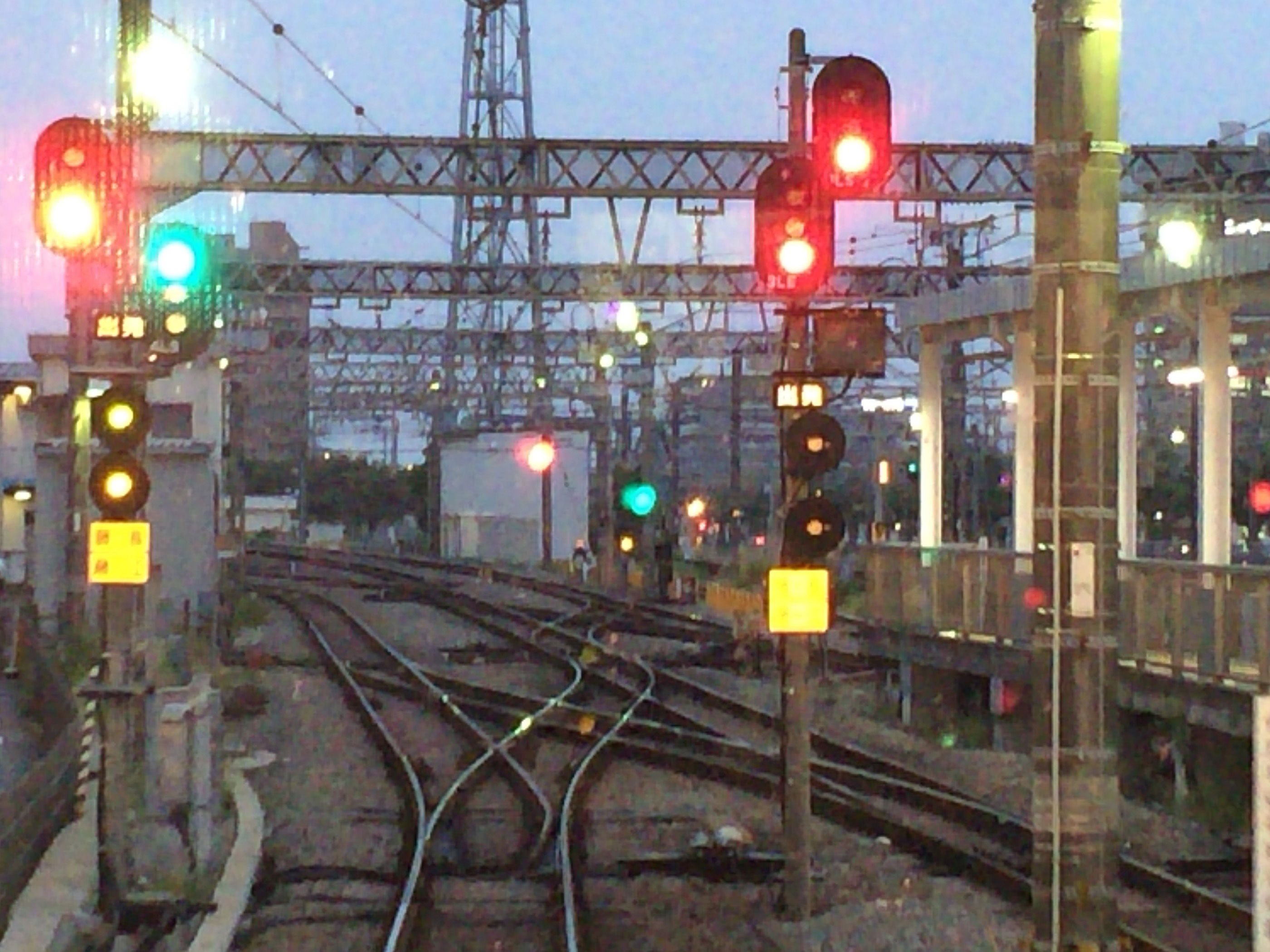
線路の様子

JR東日本の駅の南側に設置されている頭端式ホーム2面3線を有する地上駅。駅舎はJR東日本の駅と階段で接続されているが独立した建物であり、ホーム東端の車止めの先の地平部に設置されている。相模大野方面 - 片瀬江ノ島駅を直通する列車は当駅でスイッチバックを行う。
江ノ島線の相模大野方面 - 藤沢市街地間の建設に際しては、用地買収の手間が掛からない西側を通すことになったが、当駅でそのまま江ノ島へ進むと現在の江ノ島電鉄線と完全に並行することとなり、それを避けるように鉄道省から指導されていたため、当駅でスイッチバックして西側を進むルートをとった。なお、路線建設時の時点で現在のJR藤沢駅周辺が発展していたため、スイッチバックを行い現在の位置に駅を開設したとする説も存在する。
ホーム西側にJR東日本との間の乗り換え用跨線橋があり、その中に連絡改札口として11通路の自動改札機と自動精算機が設置されている。なお、以前は通路が狭く、自動改札機が両端に1台ずつ設置されていた。
特急ロマンスカーの「えのしま」と「ホームウェイ」（下りのみ）、「モーニングウェイ」、「メトロえのしま号」が停車する。管区長・駅長所在駅であり、「藤沢管区」として中央林間駅 - 片瀬江ノ島駅間の各駅を、「藤沢管区藤沢管内」として六会日大前駅 - 片瀬江ノ島駅間の各駅を管理している。快速急行は全列車当駅始発・終着である。
2022年3月のダイヤ改正以降、特急ロマンスカーや一部の各駅停車、急行を除き、藤沢駅で系統分離となった。
2009年3月頃、行先案内表示標がフルカラーLED式に更新された（小田原線秦野駅も同様）。
2012・2013年度中に、各ホームの上屋（屋根）増設工事を実施した。

#### のりば
| ホーム | 路線     | 方向 | 種別                               | 行先           | 備考                                                                    |
| ------ | -------- | ---- | ---------------------------------- | -------------- | ----------------------------------------------------------------------- |
| 1      | 江ノ島線 | 上り | □特急ロマンスカー ■快速急行・■急行 | 新宿方面       | このホームのみ10両編成が入線可能                                        |
| 1      | 江ノ島線 | 下り | □特急ロマンスカー                  | 片瀬江ノ島方面 | このホームのみ10両編成が入線可能                                        |
| 2      | 江ノ島線 | 上り | □特急ロマンスカー                  | 新宿方面       | 線路は3番線と共通、一部の特急のみ 平日朝は3番線列車の降車ホームも兼ねる |
| 2      | 江ノ島線 | 下り | □特急ロマンスカー                  | 片瀬江ノ島方面 | 線路は3番線と共通、一部の特急のみ 平日朝は3番線列車の降車ホームも兼ねる |
| 3      | 江ノ島線 | 上り | ■各駅停車                          | 相模大野方面   |                                                                         |
| 4      | 江ノ島線 | 下り | ■各駅停車                          | 片瀬江ノ島方面 | 早朝・深夜の一部は1番ホームから発車                                     |

特記事項
- 1・2番ホームには冷暖房完備の待合室が設置されている。かつては売店も存在したが、閉店となり自動販売機コーナーになっている。3・4番ホームには自動販売機のみ設置されている。
- 上記のように乗り場案内はなされているが、実際には上下両方向からどのホームにも入線することが可能であり、どのホームからでも上下両方向に発車することが可能である。発着ホームはある程度規則性を持っているが、特殊なケースも存在する。
  - 上り列車は、特急ロマンスカーは1・2番ホームから、快速急行と急行は1番ホームから、各駅停車は3・4番ホームから発車する。なお、各駅停車が当駅で折り返して上り電車となるものは、原則として3番ホームを使用する[注釈 7]。
  - 下り列車は通常1・2番ホームからのみ発車しているが、運用上の都合や突発時などの例外もある。
  - 3番ホームに入線した上り電車は、降車ホームとして2番ホーム側のドアも開ける。しかし、下り電車が2番ホームに入線した場合は、3番ホーム側のドアは閉めたままとなる。
  - 藤沢止まりの特急ロマンスカーが折り返し回送になる際は、3番ホームから出発する扱いとなる。
  - 当駅が終着となる下り電車の一部は、4番ホームに入線するものもある。
- 2014年、改札内に存在した箱根そばの入り口が改装工事の結果、改札外に移動した。隣接する位置にはOdakyu SHOPが同時開店。[注釈 8]
- 2019年3月13日、改札外のOdakyu SHOP、セブンイレブン小田急藤沢店として改装オープン。
- 2022年3月改正より、特急ロマンスカーなど一部列車を除き、当駅で系統分離、藤沢  - 片瀬江ノ島駅間を平日日中時間帯に毎時6本から5本に減便する。なお相模大野 - 藤沢駅間の各駅停車については、毎時6本を維持し2本に1本が大和駅で快速急行と接続する[23]。
  - 10両編成対応の1番ホームは、快速急行及び急行を、2番ホームは平日の混雑する通勤時間帯に降車専用として使用し、3番ホームを大和・相模大野方面行きの各駅停車が、4番ホームは藤沢 - 片瀬江ノ島駅間の区間列車が使用する。但し、早朝5:31発・深夜24:52発の片瀬江ノ島行の電車は1番線から発車する。
  - 特急ロマンスカーは従来通り、1・2番ホームから発車する。

2023年3月
改札外に存在した箱根そば・セブン-イレブン・横浜銀行は藤沢駅の再開発により閉店した。

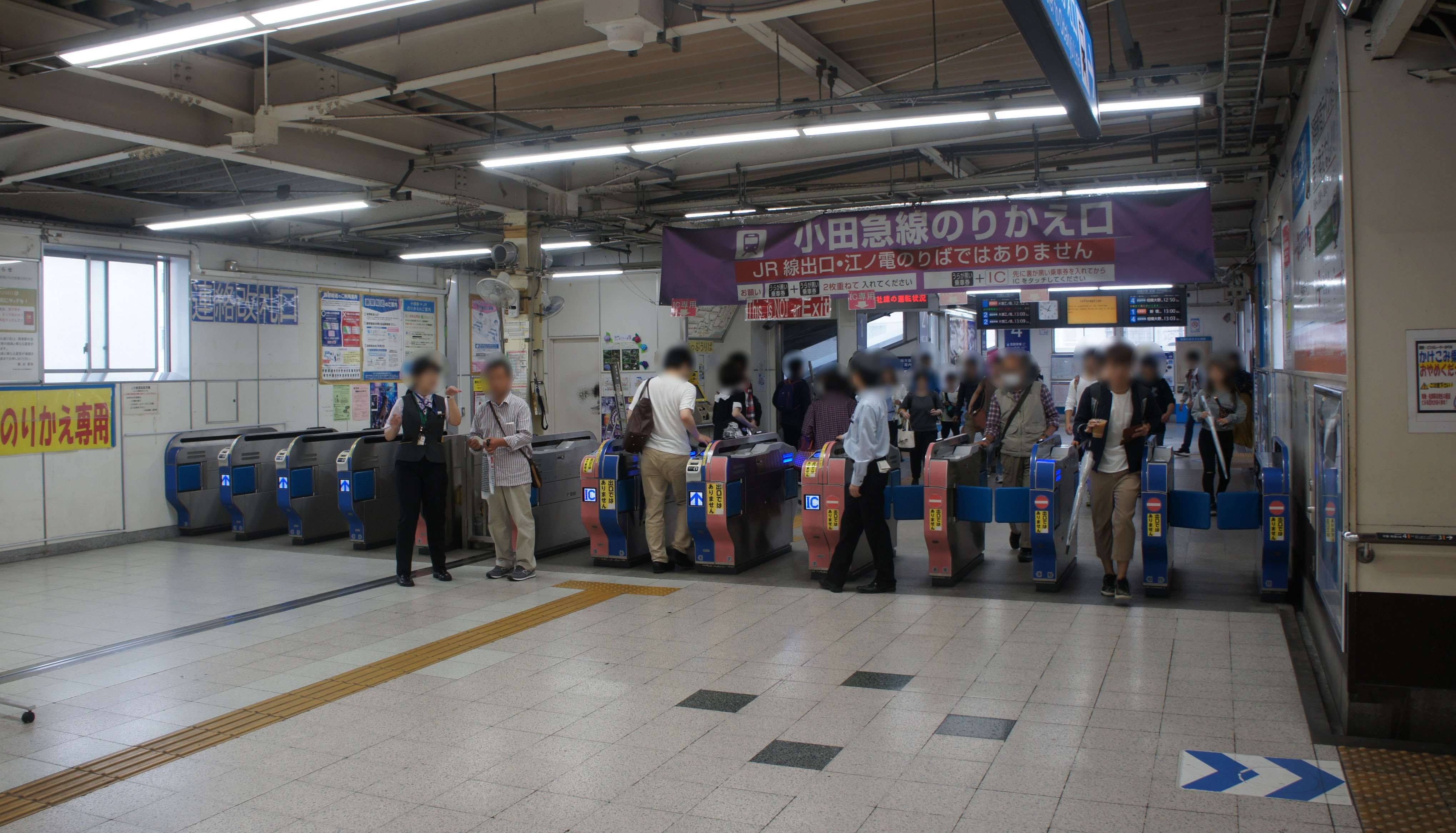
JR・小田急連絡改札口（2019年6月）
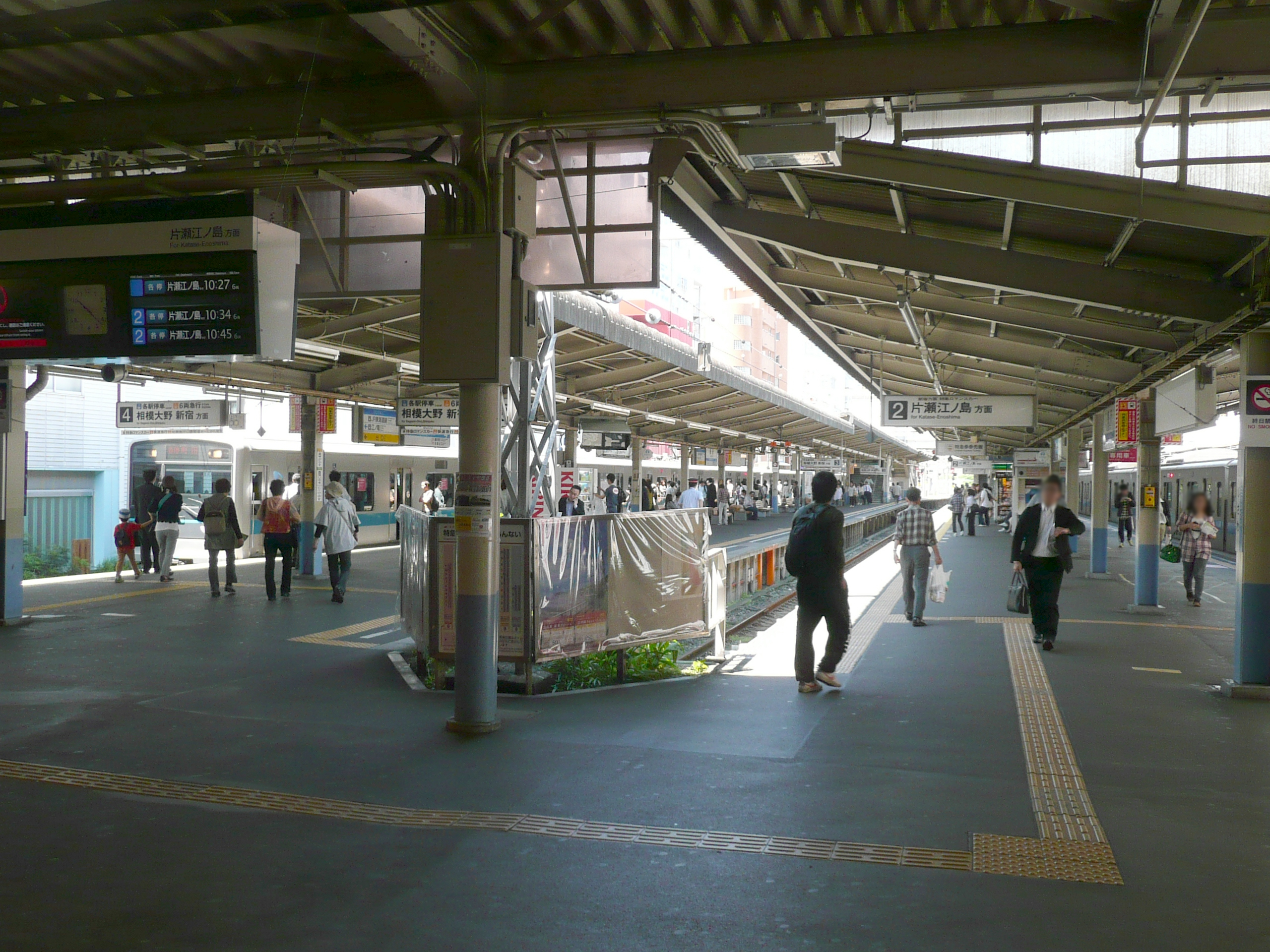
小田急ホーム（2012年5月）
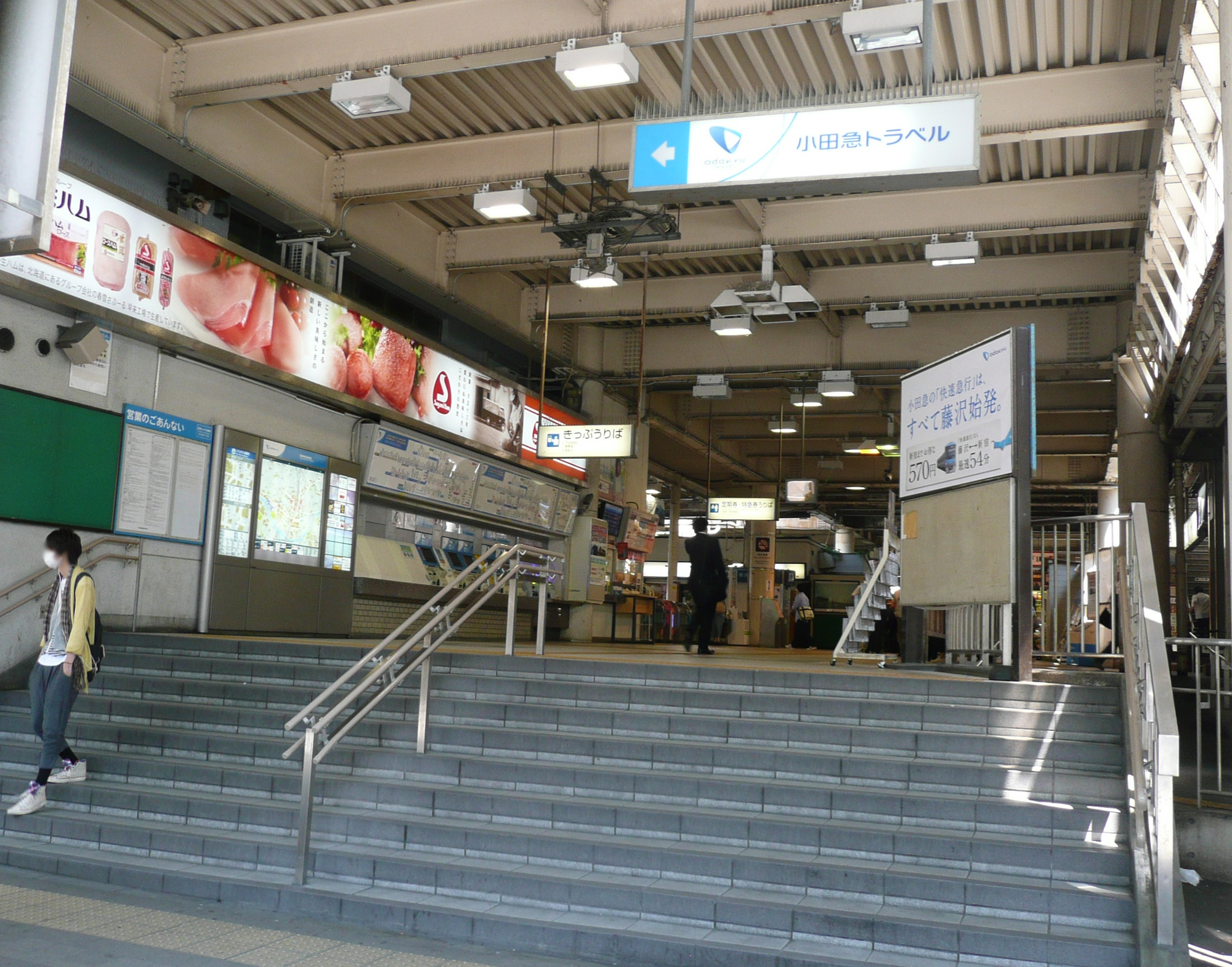
南口1階小田急改札前（2012年5月）

### 江ノ島電鉄
江ノ電の駅は、JR・小田急の駅の南口からバスターミナルを挟んだ南側にある小田急百貨店の2階部分にある。JRの改札続きの南口からはペデストリアンデッキで直接つながっており、屋根も設置してあるので雨天時でも濡れずに行き来できる。PASMO・Suicaやタッチ決済・QRコード決済等対応の自動改札機が設置されているが、自動改札機自体は、鎌倉駅とともにPASMO導入前から設置されていた。
トイレは乗車ホームの先端（石上駅側）に設置されている。2006年7月から、ホーム中央に多目的トイレも設置された（ベビーベッドおよびオストメイト対応設備あり）。
改札外には「江ノ電グッズショップ」が設置されている。喫茶店「江ノ電の珈琲屋さん」も隣接していたが2018年5月閉店した。
初期には国鉄や小田急と並行する形で線路とホーム(現在のリエール藤沢付近に出改札駅舎[国鉄と共同使用]があり、現在のタクシー溜りに向けて線路が走っていた)2面2線のホームを有する構造の地上駅であった。駅周辺の再開発に伴い、現在の駅ビル方式階上2面1線の構造になった。(駅ビル横の緑地帯は元の軌道跡である)当初は地下化する計画もあったが、当時は木造車両が主で、難燃化などの問題から高架式が選択された。
戦後の一時期は小田急と線路のみが繋がっており、こちらで譲渡車や東京急行電鉄から購入した貨車の搬入がされていたという。
線路終端は第二種車止めとしてドイツ・RAWIE製（ローウィー / ラヴィ）の車止めが設置されている。RAWIE社の歴史は江ノ電並みに古く、主に関西と関東の一部の大手民鉄の新線と支線で見受けられる。江ノ電のような中小私鉄が使用しているのは珍しい。

#### のりば
1線のみの線路両側に降車・乗車に分かれたホームがあり、改札口から入って左側が乗車ホームであり、旅客向けの数字で表す番線表示は無い。江ノ電の列車には2両編成と4両編成があり、次列車の案内として自動放送や発車案内標で、乗車列の案内が示される。
乗車ホーム中央下に0kmポストがある。(降車ホーム側から見ることができる)
乗車ホームは平成に入り拡幅工事が施工された。以前はチューブ状の乗り場だった。

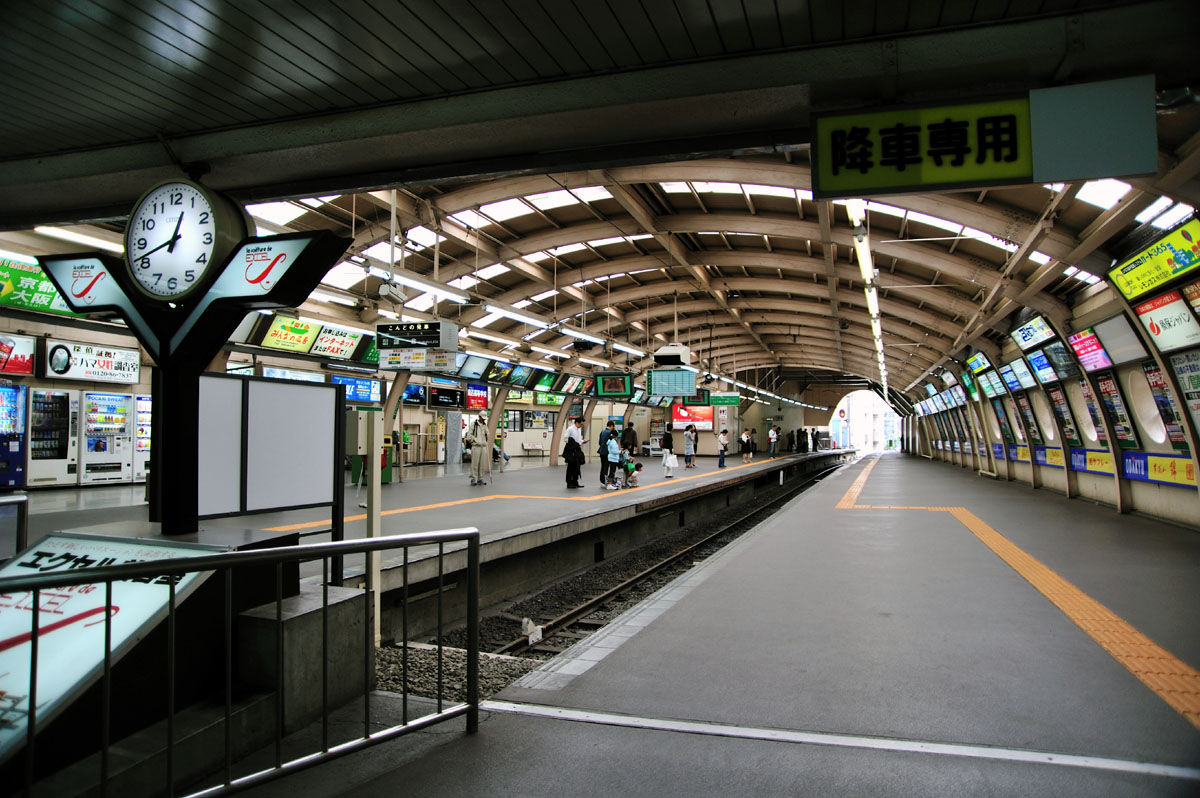
ホーム（2009年5月）
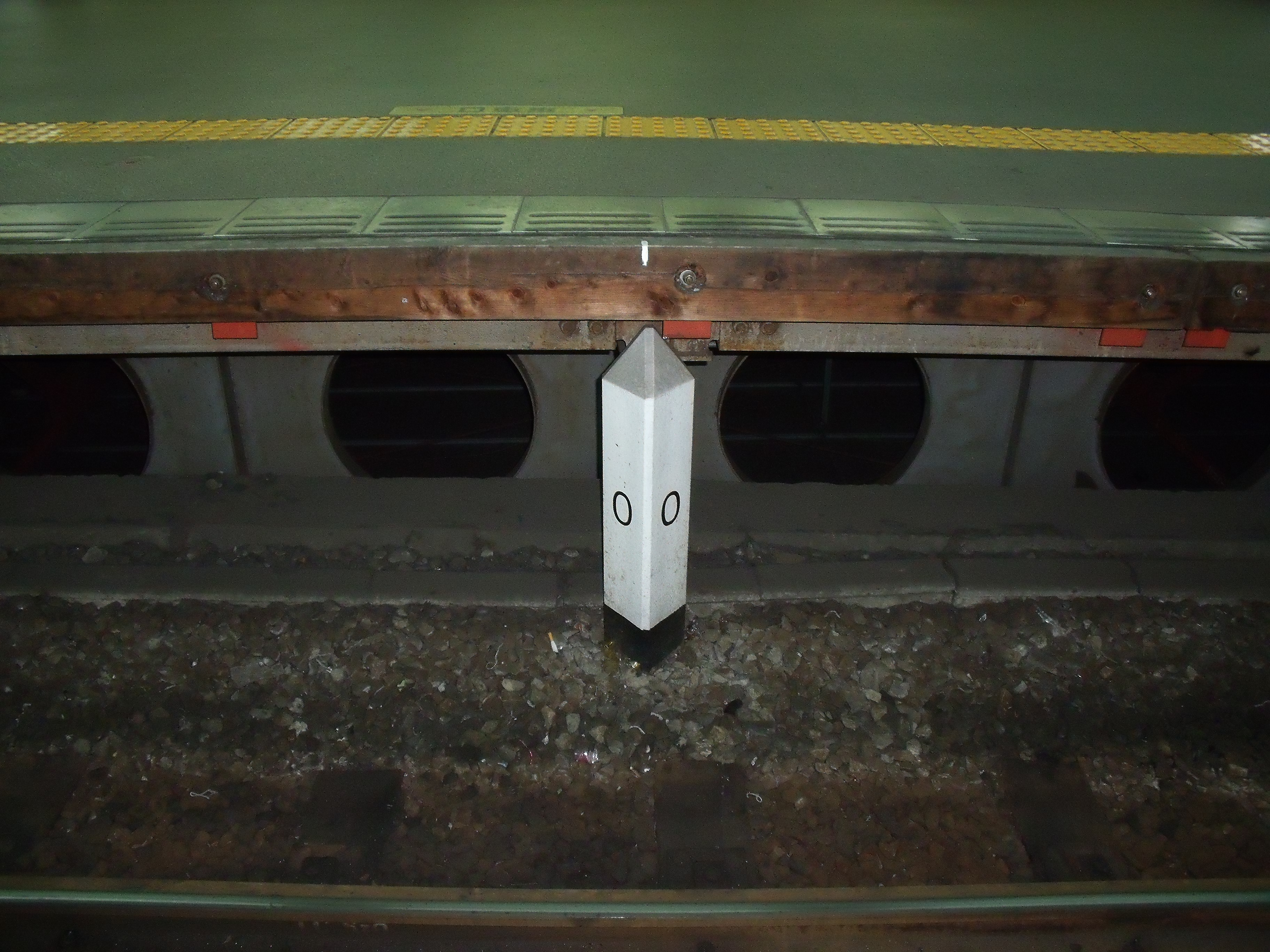
0kmポスト（2009年4月）

## 駅弁
大船軒がJR改札外横に出店している。主な駅弁は下記の通り。
- 伝承鰺の押寿し
- 大船軒の鰺の押寿し
- やまゆり牛しぐれ煮弁当
- しらす弁当
- 大船軒ハムサンドウィッチ

駅弁とはみなされていないが、JR改札口に隣接する藤沢ルミネプラザの崎陽軒にてシウマイ弁当が購入可能。

## 利用状況
藤沢市の中心駅で、2012年度（平成24年度）の各社合計の乗降人員は1日平均約39万人であり、これは藤沢市のみならず、湘南地域の鉄道路線全駅で最も多く、全国的に見ても34位である。
- JR東日本 - 2023年度（令和5年度）の1日平均乗車人員は100,464人である[利用客数 1]。
同社全体では千葉駅に次いで第30位。JR東日本の電車特定区間外の駅としては最も多い。
- 小田急電鉄 - 2024年度（令和6年度）の1日平均乗降人員は159,683人である[小田急 1]。
同社の駅の中では代々木上原駅に次いで第4位。江ノ島線内では最も多い。
- 江ノ島電鉄 - 2021年度（令和3年度）の1日平均乗降人員は17,532人である[利用客数 2]。
同社の全15駅の中では第1位。

### 年度別1日平均乗降人員
1930年度（昭和5年度）以降の1日平均乗降人員の推移は下表の通り。
| 年度               | 小田急電鉄       | 小田急電鉄 | 江ノ島電鉄       | 江ノ島電鉄 |
| 年度               | 1日平均 乗降人員 | 増加率     | 1日平均 乗降人員 | 増加率     |
| ------------------ | ---------------- | ---------- | ---------------- | ---------- |
| 1930年（昭和05年） | 1,955            |            |                  |            |
| 1935年（昭和10年） | 1,862            |            |                  |            |
| 1940年（昭和15年） | 4,556            |            |                  |            |
| 1946年（昭和21年） | 18,979           |            |                  |            |
| 1950年（昭和25年） | 21,671           |            |                  |            |
| 1955年（昭和30年） | 28,612           |            |                  |            |
| 1960年（昭和35年） | 40,239           |            |                  |            |
| 1965年（昭和40年） | 65,948           |            |                  |            |
| 1970年（昭和45年） | 84,713           |            |                  |            |
| 1975年（昭和50年） | 98,948           |            |                  |            |
| 1980年（昭和55年） | 118,798          |            |                  |            |
| 1985年（昭和60年） | 138,261          |            |                  |            |
| 1990年（平成02年） | 161,123          |            |                  |            |
| 1993年（平成05年） | 166,924          |            |                  |            |
| 1995年（平成07年） | 165,038          |            |                  |            |
| 2000年（平成12年） | 142,096          |            |                  |            |
| 2002年（平成14年） | 138,215          |            | 19,018           |            |
| 2003年（平成15年） | 140,228          | 1.5%       | 19,670           | 3.4%       |
| 2004年（平成16年） | 141,484          | 0.9%       | 19,349           | −1.6%      |
| 2005年（平成17年） | 142,109          | 0.4%       | 19,658           | 1.6%       |
| 2006年（平成18年） | 144,419          | 1.6%       | 20,048           | 2.0%       |
| 2007年（平成19年） | 151,985          | 5.2%       | 20,886           | 4.2%       |
| 2008年（平成20年） | 153,515          | 1.0%       | 20,785           | −0.5%      |
| 2009年（平成21年） | 153,314          | −0.1%      | 22,953           | 10.4%      |
| 2010年（平成22年） | 154,045          | 0.5%       | 26,001           | 13.3%      |
| 2011年（平成23年） | 153,771          | −0.2%      | 23,542           | −9.5%      |
| 2012年（平成24年） | 157,819          | 2.6%       | 20,275           | −13.9%     |
| 2013年（平成25年） | 160,538          | 1.7%       | 20,870           | 3.8%       |
| 2014年（平成26年） | 159,074          | −0.9%      | 21,478           | 2.9%       |
| 2015年（平成27年） | 162,345          | 2.1%       | 22,165           | 3.2%       |
| 2016年（平成28年） | 164,255          | 1.2%       | 22,769           | 2.7%       |
| 2017年（平成29年） | 165,124          | 0.5%       | 23,240           | 2.1%       |
| 2018年（平成30年） | 166,999          | 1.1%       | 23,722           | 2.1%       |
| 2019年（令和元年） | 165,663          | −0.8%      | 22,968           | −3.2%      |
| 2020年（令和02年） | 122,034          | −26.3%     | 14,978           | −34.8%     |
| 2021年（令和03年） | 134,657          | 10.3%      | 17,532           |            |
| 2022年（令和04年） | 150,074          | 11.4%      |                  |            |
| 2023年（令和05年） | 156,546          | 4.3%       |                  |            |
| 2024年（令和06年） | 159,683          | 2.0%       |                  |            |

### 年度別1日平均乗車人員
1995年度（平成7年度）以降の1日平均乗車人員の推移は下表の通り。
| 年度               | JR東日本 | 小田急電鉄 | 江ノ島電鉄 | 出典                |
| ------------------ | -------- | ---------- | ---------- | ------------------- |
| 1995年（平成07年） | 103,085  | 82,215     | 12,327     | [ 乗降データ 3 ]    |
| 1998年（平成10年） | 99,985   | 77,254     | 12,246     | [ 神奈川県統計 1 ]  |
| 1999年（平成11年） | 95,373   | 72,825     | 11,984     | [ 神奈川県統計 2 ]  |
| 2000年（平成12年） | 92,640   | 70,187     | 12,107     | [ 神奈川県統計 2 ]  |
| 2001年（平成13年） | 92,231   | 69,233     | 12,064     | [ 神奈川県統計 3 ]  |
| 2002年（平成14年） | 92,187   | 68,348     | 11,677     | [ 神奈川県統計 4 ]  |
| 2003年（平成15年） | 93,411   | 69,159     | 11,909     | [ 神奈川県統計 5 ]  |
| 2004年（平成16年） | 94,192   | 70,422     | 12,040     | [ 神奈川県統計 6 ]  |
| 2005年（平成17年） | 95,436   | 70,788     | 12,322     | [ 神奈川県統計 7 ]  |
| 2006年（平成18年） | 97,128   | 71,836     | 12,471     | [ 神奈川県統計 8 ]  |
| 2007年（平成19年） | 101,691  | 75,490     | 14,004     | [ 神奈川県統計 9 ]  |
| 2008年（平成20年） | 102,629  | 76,197     | 14,105     | [ 神奈川県統計 10 ] |
| 2009年（平成21年） | 102,240  | 76,115     | 15,154     | [ 神奈川県統計 11 ] |
| 2010年（平成22年） | 102,284  | 76,484     | 16,520     | [ 神奈川県統計 12 ] |
| 2011年（平成23年） | 102,054  | 76,397     | 15,645     | [ 神奈川県統計 13 ] |
| 2012年（平成24年） | 104,300  | 78,359     | 10,053     | [ 神奈川県統計 14 ] |
| 2013年（平成25年） | 106,254  | 79,684     | 10,596     | [ 神奈川県統計 15 ] |
| 2014年（平成26年） | 105,361  | 78,920     | 10,893     | [ 神奈川県統計 16 ] |
| 2015年（平成27年） | 107,447  | 80,393     | 11,226     | [ 神奈川県統計 17 ] |
| 2016年（平成28年） | 108,205  | 81,315     | 11,525     | [ 神奈川県統計 18 ] |
| 2017年（平成29年） | 108,917  | 81,685     | 12,096     | [ 神奈川県統計 19 ] |
| 2018年（平成30年） | 109,617  | 82,554     | 12,410     | [ 神奈川県統計 20 ] |
| 2019年（令和元年） | 108,873  | 81,966     | 11,957     | [ 神奈川県統計 21 ] |
| 2020年（令和02年） | 81,065   | 60,623     | 7,430      | [ 神奈川県統計 22 ] |
| 2021年（令和03年） | 87,586   | 66,800     | 8,705      | [ 神奈川県統計 23 ] |
| 2022年（令和04年） | 95,857   | 74,199     | 10,307     | [ 神奈川県統計 24 ] |
| 2023年（令和05年） | 100,464  |            |            |                     |

## 駅周辺

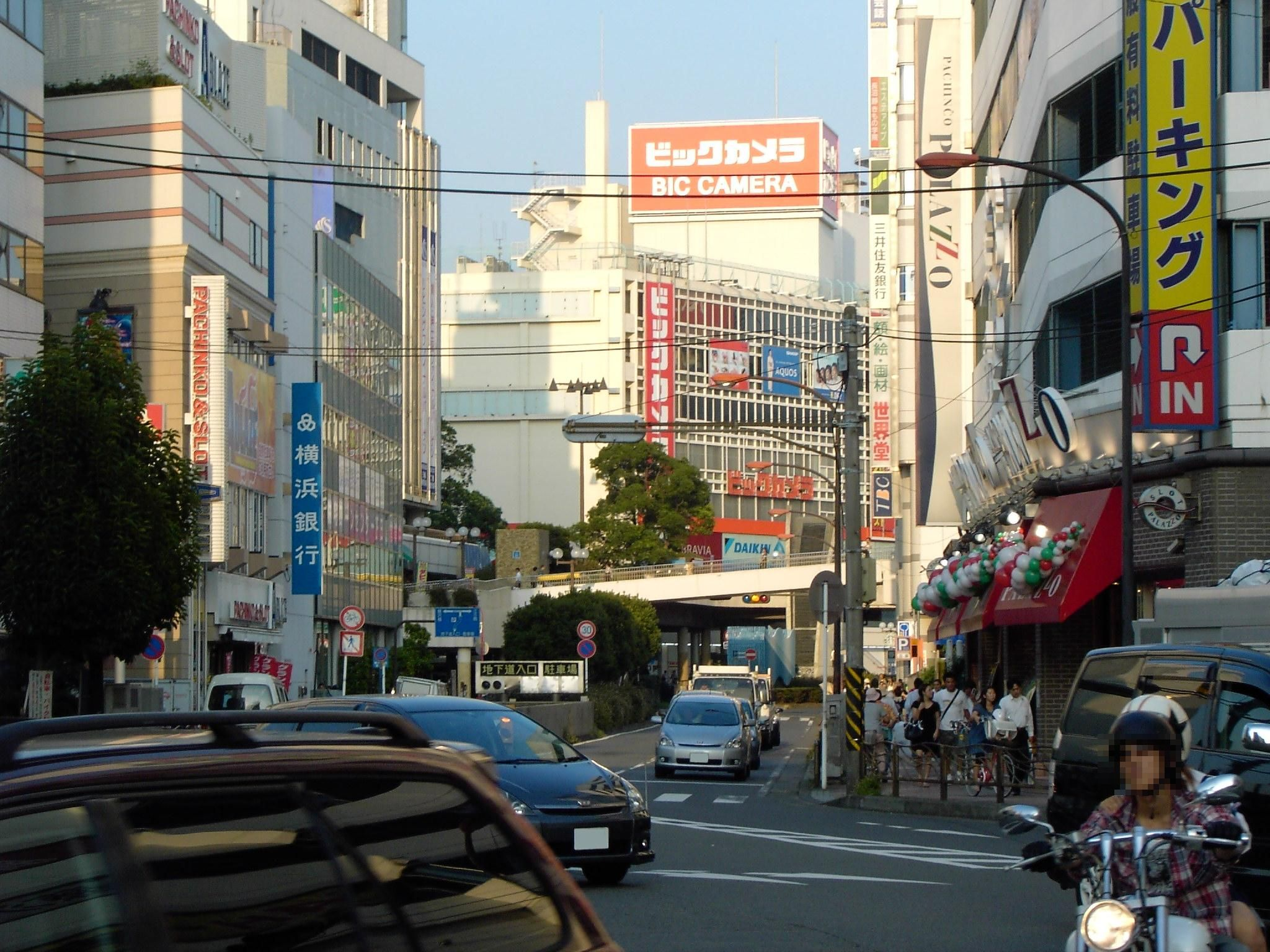
北口周辺の様子。様々な建物が並ぶ。

駅周辺は湘南地方でも随一の繁華街で、百貨店や大型スーパーが林立する他、数多くの商店や飲食店が並ぶ商店街も各方向に伸びている。また、数多くの銀行、証券、保険会社が駅付近に支店を設けており、特に五大都市銀行グループと三大証券会社グループの支店がすべて揃っている。近隣には住宅も多い。
以前は多くの住宅が商店街や商業施設よりも遠い地区にあったが、1990年代後半以降は駅付近にもマンションが進出している。駅東側の藤沢市役所は国道467号を跨ぐように立地しており、その周囲には主要な行政機関が並んでいる。
地形は近くを流れる境川に向けて緩やかに下る傾斜地になっており、駅東側ではその地形を利用して、国道467号が東海道本線の下を通る形で立体交差している。
道路が駅から放射状に延びており、東海道本線を南北に横断できる道路も少ないことから、休日には駅周辺の道路がしばしば渋滞する。
藤沢駅北口にある排気塔（1979年建設、高さ約13m、幅約9m）は藤沢駅前のシンボルになっており、藤沢駅北口東西地下通路リニューアルの一環で新しいデザイン（北側には遊行寺の門前町や藤沢宿、南側には湘南海岸の海やヨット）に塗り直され、2022年1月23日に完成した。

### 道路
- 国道467号
- 神奈川県道306号藤沢停車場線 - 北口側
- 神奈川県道32号藤沢鎌倉線 - 南口側

### 公共施設

#### 北口方面
- 藤沢市役所
- 藤沢税務署
- 藤沢公共職業安定所
- 藤沢簡易裁判所
- 藤沢区検察庁
- 日本年金機構 藤沢年金事務所

#### 南口方面
- 藤沢市民会館
- 藤沢市南市民図書館
- 秩父宮記念体育館
- 神奈川県藤沢合同庁舎

### 主な本社・事業所
- 藤沢エフエム放送
- 日本精工 藤沢工場・技術センター

### 主な商業施設・商店会
商業施設

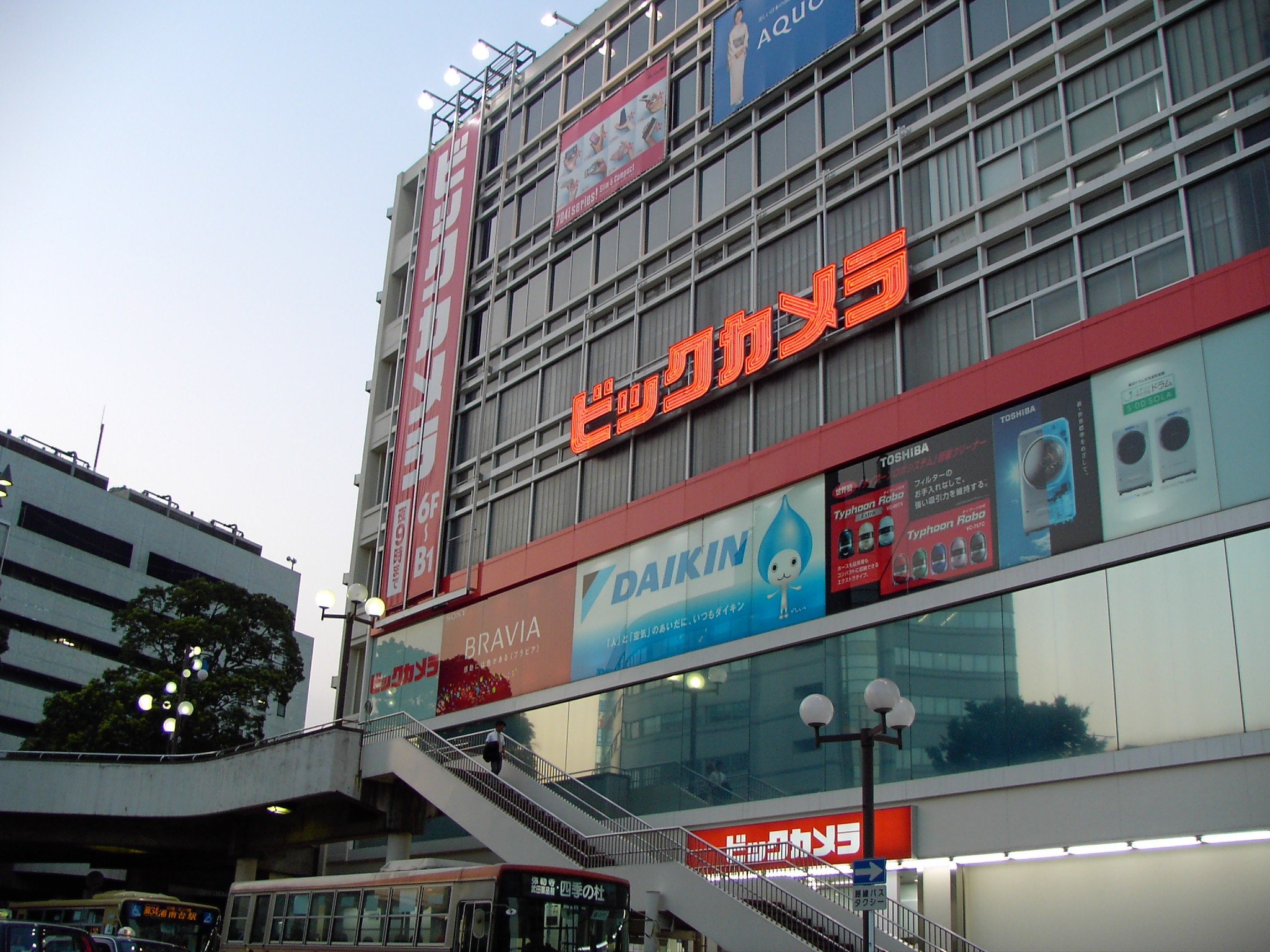
ビックカメラ藤沢店（元さいか屋→丸井）

- さいか屋（1965年4月28日開店[30]）→移転（1978年11月20日開店[30]）
  - ニトリ藤沢店（2017年4月21日[31] 開店、2023年2月12日閉店）→ヤマダデンキLABI藤沢店（2023年6月2日開店[32]）
- オーケー（1971年6月25日開店[30]）
- フジサワ名店ビル（1965年11月20日開店[33]）
  - 有隣堂（1971年11月19日開店）
- ダイヤモンドビル (1966年12月18日開店[25])
- 緑屋→クッチーネ→藤沢プライム
- 十字屋（1973年9月28日開店[30]）→COSTA→OPA(1993年3月開店)→湘南藤沢オーパ[34]（2019年4月～）
  - イオンマーケット
- 江ノ電百貨店（1974年4月26日開店[30]）→藤沢小田急百貨店（1985年3月2日開店）→小田急百貨店（2005年2月改称）→ODAKYU 湘南 GATE（2019年3月開店[35]）
- ダイエー藤沢店（1974年6月22日開店[30]、トポス・ダイエーを経て一時閉店。建物を建て替えた上で2011年10月7日に再出店）
- イトーヨーカドー藤沢店（2025年1月13日に閉店）
- 田原屋（1974年10月10日開店[30]、のちにパシオスに業態変更。2015年10月18日閉店）→ドン・キホーテ藤沢駅南口店（2016年6月開店）
- 丸井（1979年開店、2006年2月28日閉店。移転前のさいか屋跡地）→ビックカメラ（地下1 - 6階）／ジュンク堂書店（7・8階）
- ルミネ藤沢店（1987年2月1日開店、旧藤沢ルミネプラザ）[36]
  - 世界堂ルミネ藤沢店（2002年3月29日開店、2012年9月7日同フロアに移転縮小）
- 藤沢駅南口ビル （1990年6月7日開業、小田急改札前）[8]
- 藤沢駅ビル・リエール藤沢（1996年12月1日開店）
- 無印良品（1997年10月31日開店[30]、藤沢OPAに移転縮小）→HARD・OFF／OFF・HOUSE／Hobby・OFF藤沢店（2016年5月開店）
- サミットストア藤沢店（2015年5月13日開店）

商店会
- 藤沢銀座土曜会
- 弥勒寺商店会
- 遊行通5丁目商店会
- 遊行通り4丁目商店街
- サンパール藤沢商店会
- 柄沢橋商店会
- 南仲通り商店会
- 柳通り睦会
- 藤沢南口らんぶる商店会
- 南口ファミリー通り商店街
- 南藤沢イータウン
- 南口本通り商店会
- 南銀座一番街
- 391ビル商店会

#### かつてあった主な商業施設
- 志澤百貨店 （1974年3月29日開店）→藤沢西武（1978年9月15日開店）→1997年閉店・解体
- 東急プラザ（1976年11月開店）→2019年5月閉館・解体[37]
  - 東急ハンズ藤沢店（東急プラザと共に開店。2006年12月31日閉店）
  - アニメイト藤沢店（2003年1月25日開店。2019年2月23日ドン・キホーテ藤沢駅南口店5階に移転縮小）

### 金融機関・郵便局など
- 横浜銀行 藤沢支店・藤沢中央支店・藤沢住宅ローンセンター
- スルガ銀行 藤沢支店
- 三菱UFJ銀行 藤沢支店・南藤沢支店・三菱UFJローンビジネス株式会社藤沢営業所
- 三菱UFJモルガン・スタンレー証券 藤沢支店
- みずほ銀行 藤沢支店
- みずほ証券 藤沢支店
- 三井住友銀行 藤沢支店・藤沢ロ－ンプラザ
- 三井住友信託銀行 藤沢支店
- SMBC日興証券 藤沢支店
- SBI新生銀行 藤沢支店
- りそな銀行 藤沢支店
- きらぼし銀行 藤沢支店・湘南台支店
- 静岡銀行 藤沢支店
- 静銀ティーエム証券 藤沢支店
- 野村證券 藤沢支店
- 大和証券 藤沢支店
- 東京スター銀行 藤沢支店
- 神奈川銀行 藤沢支店
- 証券ジャパン 藤沢支店
- 藤沢郵便局
  - ゆうちょ銀行 藤沢店
  - かんぽ生命 藤沢支店
- 藤沢南口郵便局
- 藤沢南仲通郵便局

## バス路線

### 藤沢駅北口
| のりば | 運行事業者                          | 系統・行先 | 備考                                                                                                  |
| ------ | ----------------------------------- | --- | --- |
| 1      | 神奈川中央交通                      | 藤01：高山車庫 | |
| 2      | 神奈川中央交通                      | 藤04：辻堂団地 | |
| 2      | 江ノ電バス                          | 藤04：辻堂団地 | |
| 3      | 江ノ電バス                          | F9：鵠沼車庫 | |
| 4      | 神奈川中央交通                      | 船32・船33：大船駅西口 | |
| 5      | 神奈川中央交通                      | - 戸81：戸塚バスセンター - 藤54：俣野公園・横浜薬大前 - 藤55：横浜医療センター - 藤56：聖母の園前 - 船65：大船駅西口                                                 | - 「藤55」は土休日のみ運行 - 「藤56」は終バスのみ - 「船65」は平日夕のみ運行                          |
| 6      | 神奈川中央交通                      | - 藤60：柄沢循環 - 藤101：藤が岡循環 - 藤102：藤が岡一・二丁目循環 - 藤103：藤が岡三丁目循環                                                                         | 「藤102」「藤103」は平日朝のみ運行                                                                    |
| 6      | - 神奈川中央交通 - 富士急モビリティ | 富士急ハイランド・河口湖駅線：河口湖駅 | |
| 6      | 京成バス千葉イースト                | 空港連絡：成田空港 | 無期限運行休止中                                                                                      |
| 7      | 神奈川中央交通                      | - 藤02：高山車庫 - 藤03：辻堂駅北口 - 藤07・藤08・藤21：茅ヶ崎駅 - 藤09・藤10：辻堂駅北口 - 藤12・藤13：湘南ライフタウン - 藤39：湘南台駅西口 藤40：湘南ライフタウン | - 「藤08」は平日のみ運行 - 「藤09」は平日昼は運休 - 「藤10」は平日昼のみ運行 - 「藤13」は平日のみ運行 |
| 8      | 神奈川中央交通                      | - 藤34：湘南台駅西口 - 藤35・藤45：荏原工業団地 - 藤36・藤46：善行駅藤38：老人センター - 藤51：湘南台駅東口 - 藤58：六会日大前駅 - 藤77：辻堂駅南口                  | - 「藤38」は老人センター休館日運休 - 「藤45」「藤46」は平日のみ運行 - 「藤77」は年1本のみ運行         |
| 9      | 江ノ電バス                          | - N6：大船駅東口交通広場 - N61：四季の杜 | 「N61」は終バスのみ                                                                                   |

### 藤沢駅南口
| のりば | 運行事業者                  | 系統・行先 | 備考                                                              |
| ------ | --------------------------- | --- | ----------------------------------------------------------------- |
| 1      | 江ノ電バス                  | - F1・F11：鎌倉駅 - F12：桔梗山 - F15：手広                                                                          | - 「F11」は夜間のみ運行 - 「F15」は平日朝のみ運行                 |
| 2      | 江ノ電バス                  | - F2：片瀬山循環 - F4：小動循環 / 小動                                                                               |                                                                   |
| 3      | 江ノ電バス                  | - F3：江ノ島 - F20：片瀬山循環 - F21：津村 - F23：湘南車庫 - F31：湘南港桟橋 - F35：辻堂駅南口 - F37：江ノ島水族館前 | 「F31」「F35」「F37」は土休日朝1本のみ運行                        |
| 4      | 江ノ電バス                  | - N1：大船駅東口交通広場 - N11・N12（急行）：長島 - N13：湘南車庫                                                    | - 「N1」「N11」は朝および平日夕のみ運行 - 「N12」は平日朝のみ運行 |
| 5      | 江ノ電バス                  | F5：高根 |                                                                   |
| 7      | - 江ノ電バス - 京浜急行バス | 空港連絡：羽田空港                                                                                                   | 無期限運行休止中                                                  |
| 7      | - 南海バス - 和歌山バス     | 夜行高速：南海なんば高速バスターミナル                                                                               |                                                                   |
| 8      | 江ノ電バス                  | - F6：渡内循環 - F7：教養センター循環 / 笛田四番 - F65：湘南鎌倉総合病院                                             |                                                                   |

## 隣の駅
東日本旅客鉄道（JR東日本）
 東海道線
- 特急「湘南」停車駅

■普通
大船駅 (JT 07) - 藤沢駅 (JT 08) - 辻堂駅 (JT 09)
 湘南新宿ライン
- 特急「湘南」停車駅

■特別快速
大船駅 (JS 09) - 藤沢駅 (JT 08) - 茅ケ崎駅 (JT 10)
■快速（下り列車は戸塚駅から「普通」扱い）
大船駅 (JS 09) - 藤沢駅 (JT 08) - 辻堂駅 (JT 09)
東海道貨物線
大船駅 - 藤沢駅 - 茅ケ崎駅
小田急電鉄
 江ノ島線
- □特急ロマンスカー「えのしま」「メトロえのしま」「ホームウェイ」停車駅、「モーニングウェイ」始発駅

■快速急行
湘南台駅 (OE 09) - 藤沢駅 (OE 13)
■急行（当駅以南は早朝上り一本のみ運転）
湘南台駅 (OE 09) - 藤沢駅 (OE 13) ‐ 片瀬江ノ島駅 (OE 16)
■各駅停車
藤沢本町駅 (OE 12) - 藤沢駅 (OE 13) - 本鵠沼駅 (OE 14)
江ノ島電鉄
 江ノ島電鉄線
藤沢駅 (EN01) - 石上駅 (EN02)

### 記事本文